# Sabotaža plinovodov Severni tok (2022)
26. septembra 2022 je prišlo do serije prikritih eksplozij in posledično puščanja plina na plinovodih za naravni plin Severni tok 1 in Severni tok 2. Oba plinovoda sta bila zgrajena za transport naravnega plina iz Rusije v Nemčijo skozi Baltsko morje, večinoma pa sta v lasti ruske plinske družbe Gazprom, ki je večinoma v državni lasti. Sabotaža se je zgodila tik pred odprtjem alternativnega Baltskega plinovoda za naravni plin iz Severnega morja skozi Dansko in Poljsko. Identitete storilcev in motivi za sabotažo ostajajo stvar razprav.
Plinovoda pred puščanjem nista delovala zaradi spora med Rusijo in Evropsko unijo v okoliščinah ruske invazije v Ukrajino, vendar sta bila napolnjena z naravnim plinom. 26. septembra ob 02.03 (CEST) je bila v plinovodu Severni tok 2 zaznana eksplozija; ugotovljen je bil padec tlaka v plinovodu, naravni plin pa je začel jugovzhodno od danskega otoka Bornholm uhajati na površje. Sedemnajst ur pozneje se je isto zgodilo pri plinovodu Severni tok 1, tako da so severovzhodno od Bornholma nastala tri puščanja plina. Vse tri poškodovane cevi so postale neuporabne. Rusija je pozneje potrdila, da je ena od dveh cevi Severnega toka 2 uporabna in da lahko dovaja plin po plinovodu Severni tok 2. Puščanje se je pojavilo en dan pred odprtjem Baltskega plinovoda med Poljsko in Norveško s potekom skozi Dansko, ki zagotavlja plin iz Severnega morja namesto plina iz Rusije, ki priteka po plinovodih Severni tok. Do puščanja je prihajalo v mednarodnih vodah (te niso del teritorialnega morja nobene države), vendar v izključnih ekonomskih conah Danske in Švedske.
Danska predsednica vlade Mette Frederiksen je dejala, da je puščanje povzročilo namerno dejanje in ne nezgoda, in povedala, da so zabeležili eksplozije. Švedska predsednica vlade Magdalena Andersson je dejala, da je bila vzrok verjetno sabotaža; tako stališče so izrazili tudi uradniki Evropske unije in generalni sekretar Nata Jens Stoltenberg ter poljski predsednik vlade Mateusz Morawiecki. Možnost sabotaže podpirajo fotografije nemške zvezne policije; te prikazujejo 8  metrov dolgo puščanje, ki ga je po mnenju krogov zvezne vlade Nemčije lahko povzročila samo eksplozivna naprava. Pred tem je mnenje, da so bile okoliščine glede puščanj sumljive in da so bila verjetno posledica sabotaže, izrazilo več komentatorjev.
Upravljavec plinovodov Severni tok Nord Stream AG, ki je v lasti Gazproma, je dejal, da so plinovodi v enem dnevu utrpeli »škodo brez primere«. 29. septembra je ruski predsednik Vladimir Putin označil napad na plinovoda za »nezaslišano mednarodno teroristično dejanje«.

## Preiskava
Dan po začetku puščanja je Švedska policijska uprava začela preiskavo incidenta in jo označila kot »veliko sabotažo«. Preiskava je potekala v sodelovanju z drugimi pristojnimi organi ter Švedsko varnostno službo. Podobno preiskavo so začeli tudi na Danskem, v stiku pa so bili tudi z drugimi državami Baltske regije in Natom. Ker se je dejanje zgodilo v mednarodnih vodah, ga niti danska niti švedska predsednica vlade nista šteli za napad na njuni državi. Rusija naj bi na mesto puščanja napotila pomorske ladje. Revija Foreign Policy je poročala, da so plinovodi v ruski ladji in da sabotaža ne šteje za vojaško dejanje, zato bi rusko vpletanje lahko otežilo preiskavo. Moskva je zaprosila za sodelovanje pri preiskavah Danske in Norveške, vendar je bila prošnja zavrnjena. 10. oktobra je nemški Državni tožilec začel preiskavo domnevne namerne povzročitve eksplozije in protiustavne sabotaže. Preiskava zoper nezanega storilca naj bi bila resen nasilen napad na oskrbo z energijo, ki naj bi vplival na zunanjo in notranjo varnost Nemčije. Preiskava nemške Zvezne policije je v sodelovanju z nemško mornarico pokazala 8 m dolgo puščanje, posneto s podvodnim dronom, ki so ga po navedbah vladnih krogov lahko povzročili samo eksplozivi. 18. novembra so švedske oblasti po najdenih ostankih eksploziva na ceveh zaključile, da so bila puščanja dejanje sabotaže. Februarja 2023 je časnik The Times sporočil, da krivca za incident ni javno sporočila nobena od treh ločenih preiskovalnih skupin.
8. februarja 2023 je ameriški preiskovalni novinar Seymour Hersh na podlagi anonimnih virov objavil zgodbo, v kateri je opisal, kako naj bi bil napad izveden po neposrednem ukazu ameriškega predsednika Joeja Bidna. Hersh je poročal, da so eksplozije plinovoda Severni tok 2 izvedle ameriška vojna mornarica, CIA in Norveška (z omejenim obvestilom voditeljev Danske in Švedske). Zapisal je, da so junija 2022 potapljači ameriške vojne mornarice, ki so pripluli z norveškim minolovcem, nastavili eksplozive C-4 na cevi na strateških mestih, ki so jih izbrali Norvežani. Eksplozivi so bili nastavljeni pod krinko vojaške vaje 2022 BALTOPS in detonirani tri mesece pozneje s signalom s plovke s sonarjem, k jo je spustilo norveško nadzorno letalo P-8 Ameriška Bela hiša je na zgodbo odgovorila, da je »popolnoma napačna in gola izmišljotina«; norveško veleposlaništvo v Washingtonu je komentiranje zavrnilo. Pozneje je norveško zunanje ministrstvo sporočilo, da so trditve »nesmisel«.

## Posledice
27. septembra 2022 so evropske cene plina po novici o poškodbi plinovodov poskočile za 12 odstotkov, kljub temu da po plinovodu Severni tok 1 plin ni pritekal že od avgusta, plinovod Severni tok 2 pa se ni nikoli uporabljal.
Danska mornarica in švedska obalna straža sta poslali ladje za opazovanje iztekanja in opozarjanje drugih ladij, naj se območju ne približujejo, z vzpostavitvijo izključne cone 5 navtičnih milj okoli vsakega puščanja.
Ursula von der Leyen, predsednica Evropske komisije, je na Twitterju zapisala, da je »vsako namerno poškodovanje aktivne evropske energetske infrastrukture nesprejemljivo in bo pripeljalo do najmočnejšega mogočega odziva.« Po pojavu puščanj so norveške oblasti poostrile varovanje svoje plinske in naftne infrastrukture.
5. oktobra je družba Nord Stream 2 AG sporočila da je začel Gazprom odstranjevati plin iz nepoškodovane cevi za zmanjšanje tlaka v ceveh. Infrastrukturo v Severnem morju so pregledali glede nepravilnosti.

### Vpliv na okolje
Na območju naj bi plin prizadel okolje samo tam, kjer je bil v vodnem stebru. Večji učinek naj bi imel na podnebne razmere zaradi velike količine izpuščenega metana, ki je močan toplogredni plin. Izpuščena prostornina je približno 0,25 % letne kapacitete plinovodov, kar je približno enako skupnim emisijam Švedske iz vseh drugih virov metana v enem letu. Danski uradnik je dejal, da bi lahko iztekel ekvivalent CO2, enak 14,6 milijona metrskih ton, kar je primerljivo z eno tretjino danskih skupnih letnih emisij toplogrednih plinov.
Emisije metana ob puščanju so količinsko enake nekaj dnem emisij zaradi redne proizvodnje fosilnih goriv. Vendar so presegle vsa znana puščanja metana, npr. puščanje metana v kanjonu Aliso.
Oprema na Bornholmu ni izmerila povečanja ravni atmosferskega metana. Vremenska postaja na Norveškem  je zabeležila izjemno povečanje za 400 delcev na milijon (ppb) z osnovne ravni 1800 ppb.

## Reakcije
11. januarja sta se EU in NATO zavezala zaščiti evropske kritične infrastrukture pred »strateškimi ranljivostmi« in novo vrsto groženj – »uporabo energije kot orožja« s strani Rusije. Rusko zunanje ministrstvo je dejalo, da prizadevanje za večje sodelovanje med organi dosega »popolno podreditev« EU vojaškemu zavezništvu.
V zelo deljeni objavi na Twitterju je poljski poslanec Evropskega parlamenta in nekdanji minister za zunanje zadeve in obrambo Radek Sikorski ob penjenju vode nad poškodovanim plinodom zapisal: »Hvala, ZDA«. V naslednjih tvitih je pojasnil, da je bila to samo njegova špekulacija in da njegovo stališče temelji na skupni tiskovni konferenci ameriškega predsednika Joeja Bidna in nemškega kanclerja Olafa Scholza, v kateri je Biden dejal: »Če Rusija napade... ne bo več Severnega toka 2. Opravili bomo z njim ... Obljubljam vam, da bomo to lahko storili.« Objavo Sikorskega so kritizirali številni politiki in vladni uradniki. Predstavnik ameriškega zunanjega ministrstva Ned Price je odgovoril, da je »ideja, da so ZDA na kakršen koli način bile vpletene v očitno sabotažo teh plinovodov, absurdna«. Der Spiegel je komentiral, da se je Severni tok 2 ustavil že dva dni pred vdorom Rusije v Ukrajino popolnoma brez eksplozivov in da se je tako zgodilo tisto, o čemer sta govorila Biden in Scholz. Sikorski je izvirnik in vse nadaljnje tvite po nekaj dneh izbrisal.